# Parque zoológico La Laguna
El Parque zoológico La Laguna (también llamado Parque Zoológico Recreacional La Laguna o Parque Zoológico Recreacional "La Laguna" - Aminta Dávila) es un jardín zoológico ubicado en la localidad de Capacho Nuevo, cerca de la ciudad de San Cristóbal, en el Municipio Independencia del Estado Táchira, en los andes de Venezuela y al oeste de este mismo país.
Se trata del tercer parque zoológico más antiguo de Venezuela, creado en el año 1955, posee 1,4 hectáreas y es gestinado por el gobierno del Municipio Independencia desde el 2001. Su principal atracción es el Oso Frontino. Posee una laguna natural y hasta 32 especies de animales diferentes.

## Véase también

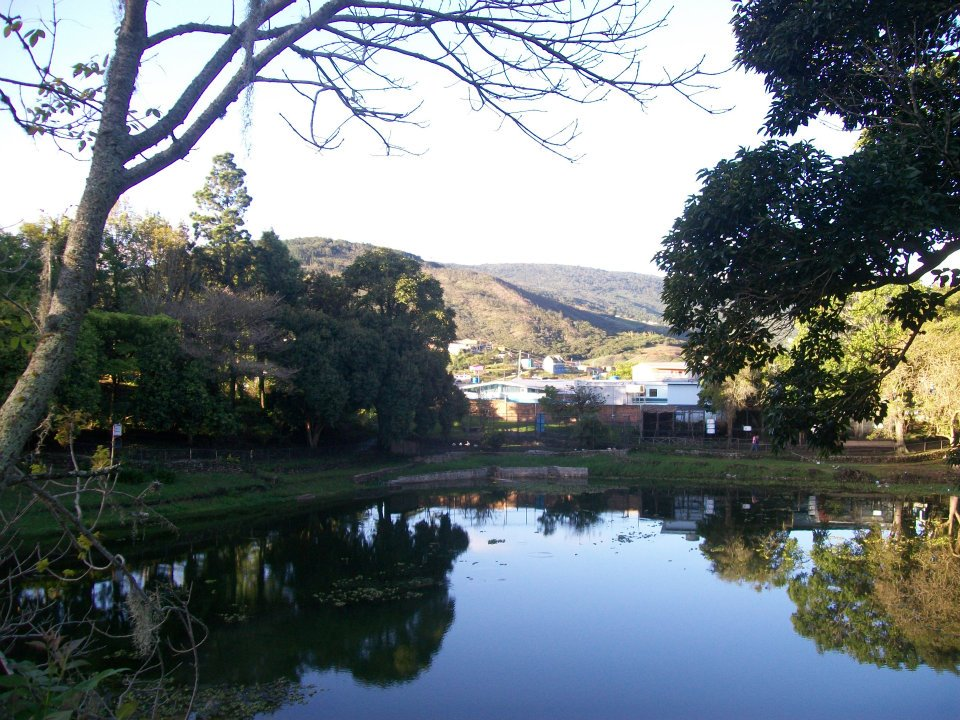
Otra vista